# Poa pratensis ssp. pratensis
Poa pratensis ssp. pratensis là một phân loài cỏ trong họ hòa thảo, thuộc chi poa.